# Eurypontiden
De Eurypontiden (Grieks: Δυναστεία Ευρυποντιδών) waren een Spartaans koningshuis in de Griekse Oudheid.
Lijst van de koningen uit het huis der Eurypontiden (van de 6e tot de 3e eeuw v.Chr.):
- Archidamus I (665–645 v.Chr.)
- Anaxilaos I (645–625 v.Chr.)
- Leotychidas I (625–600 v.Chr.)
- Hippocratides (600–575 v.Chr.)
- Agasiclos(575–550 v.Chr.)
- Aristoon (550–510 v.Chr.)
- Demaratus (ca. 510 – 491 v.Chr.)
- Leotychidas II (491–476 v.Chr.)
- Archidamus II (476–427 v.Chr.)
- Agis II (427–399 v.Chr.)
- Agesilaüs II (399–360 v.Chr.)
- Archidamus III (360–338 v.Chr.)
- Agis III (338–331 v.Chr.)
- Eudamidas I (331–305 v.Chr.)
- Archidamus IV(305–275 v.Chr.)
- Eudamidas II (275–245 v.Chr.)
- Agis IV (244–241 v.Chr.)
- Eudamidas III (241–228 v.Chr.)
- Archidamos V (228–217 v.Chr.)

## Stamboom
```
           
Prokles

              |
           
Euryfon

              |
           
Prytanis

              |
          
Polydektes

              |
           
Eunomos

              |
          
Charilaos

              |
          
Nikandros

              | 
          
Theopompos

              |
         
Anaxandridas

              |
         
Archidamus I

              |
         
Anaxilaos I

              |
        
Leotychidas I

              |
        
Hippocratides

     _________|_________
    |                   |

Agisakles
          
Agesilaus II

    |                   |
 
Aristoon
            
Menares

    |                   |

Demaratus
               |
                        |
        Eurydama ∞ 
Leotychidas
 ∞ vrouw
                 |             |
                 |         
Zeuxidamus

                 |             |
              Lampito  ∞  
Archidamus II

              _________|_________
             |                   |
         
Agis II
            
Agesilaüs II
 ∞ vrouw
                                _________|_________
                               |                   |
                         
Archidamus III
         
Agis III

                               |
                          
Eudamidas I

                               |
                         
Archidamus IV

                               |
                          
Eudamidas II

                               |
                            
Agis IV

                               |
                         
Eudamidas III

                               |
                          
Archidamos V
```